# Oreba
Oreba (auch: Giiko-tō, Keko Island, Oiikō-tō) ist eine Insel des Kwajalein-Atolls in der Ralik-Kette im ozeanischen Staat der Marshallinseln (RMI).

## Geographie
Das Motu liegt am Westende des nördlichen Riffsaums des Atolls, östlich von Mejatto zusammen mit Bokliplip.

## Klima
Das Klima ist tropisch heiß, wird jedoch von ständig wehenden Winden gemäßigt. Ebenso wie die anderen Orte der Kwajalein-Gruppe wird Oreba gelegentlich von Zyklonen heimgesucht.